# Estação Ferroviária de Agolada
A estação ferroviária de Agolada, originalmente conhecida como de Agulade (nome então grafado como "Agullade"), é uma interface encerrada da Linha de Vendas Novas, que servia a localidade de Fajarda, no distrito de Santarém, em Portugal.

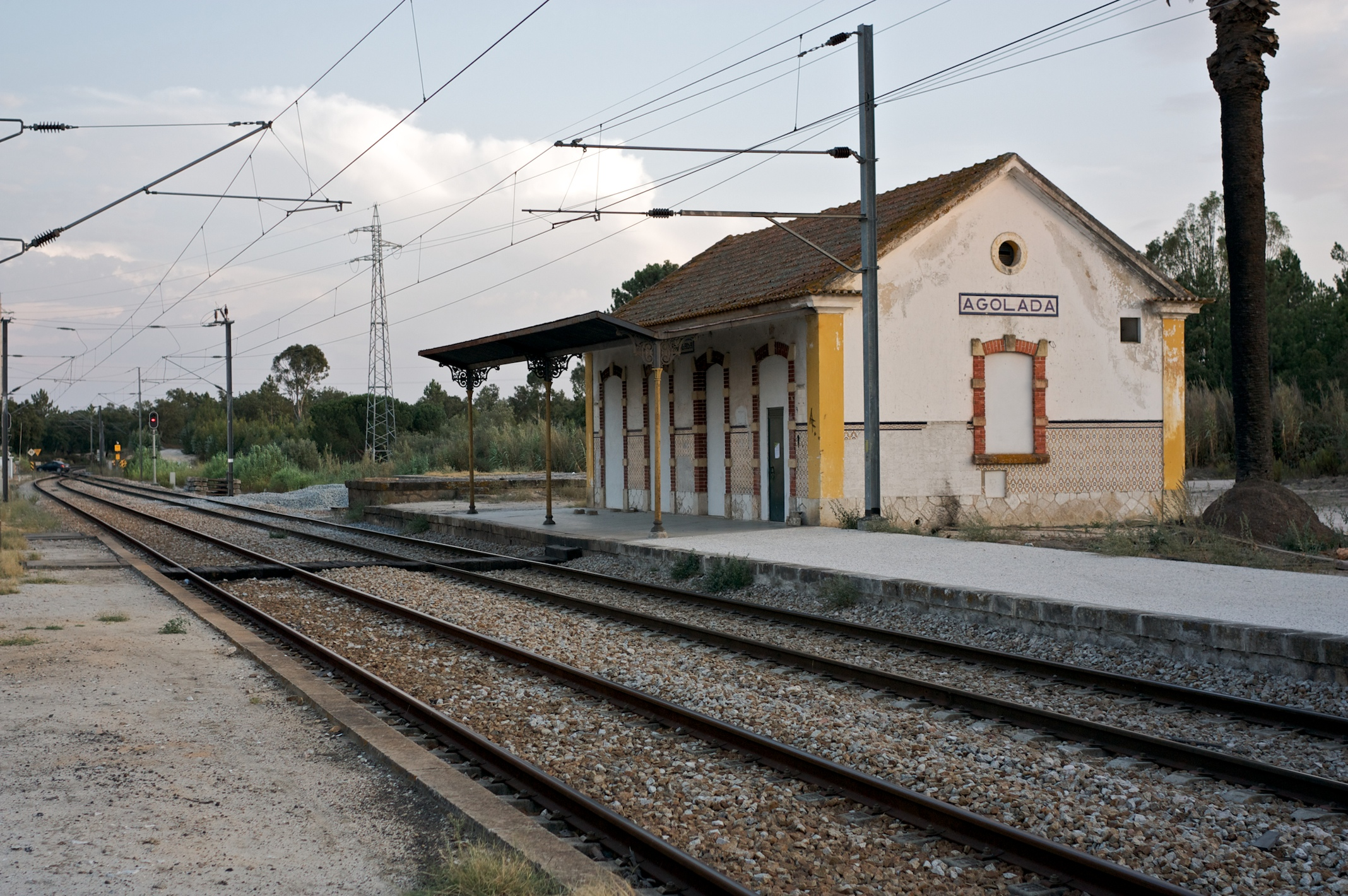
Estação de Agolada, em 2009.

## Descrição

### Localização e acessos
Apesar da Linha de Vendas Novas percorrer a localidade de Fajarda, constituindo o seu limite nordeste, esta interface situa-se fora do seu esparso aglomerado populacional, a considerável distância, para sudeste, do respetivo centro (junta de freguesia), via arrumentos florestais e rurais. É acessível pela Rua José Dias Coelho, arruamento em pavimento tosco que entronca na EN114-3; ao longo desta, a curta distância a lés-sudeste desta interface, situa-se a pequena localidade de Bairro da Serração, onde têm paragem carreiras de camionagem local.

### Infraestrutura
Esta interface apresenta duas vias de circulação, identificadas como I e II, com comprimentos de 518 e 496 m e acessíveis por plataformas de 54 e 40 m de comprimento e com 35 e 30 cm de altura, respetivamente. O edifício de passageiros situa-se do lado sudoeste da via (lado direito do sentido ascendente, para Vendas Novas).

## História
Em Agosto de 1902, já se tinha determinado quais as estações e apeadeiros a construir no projecto da Linha de Vendas Novas, estando incluído, ao quilómetro 28, um apeadeiro com o nome de Fajarda. Em Agosto de 1903, estava a ser construída esta estação, com o nome "Agullade". A Linha de Vendas Novas entrou ao serviço em 15 de Janeiro de 1904, pela Companhia Real dos Caminhos de Ferro Portugueses.

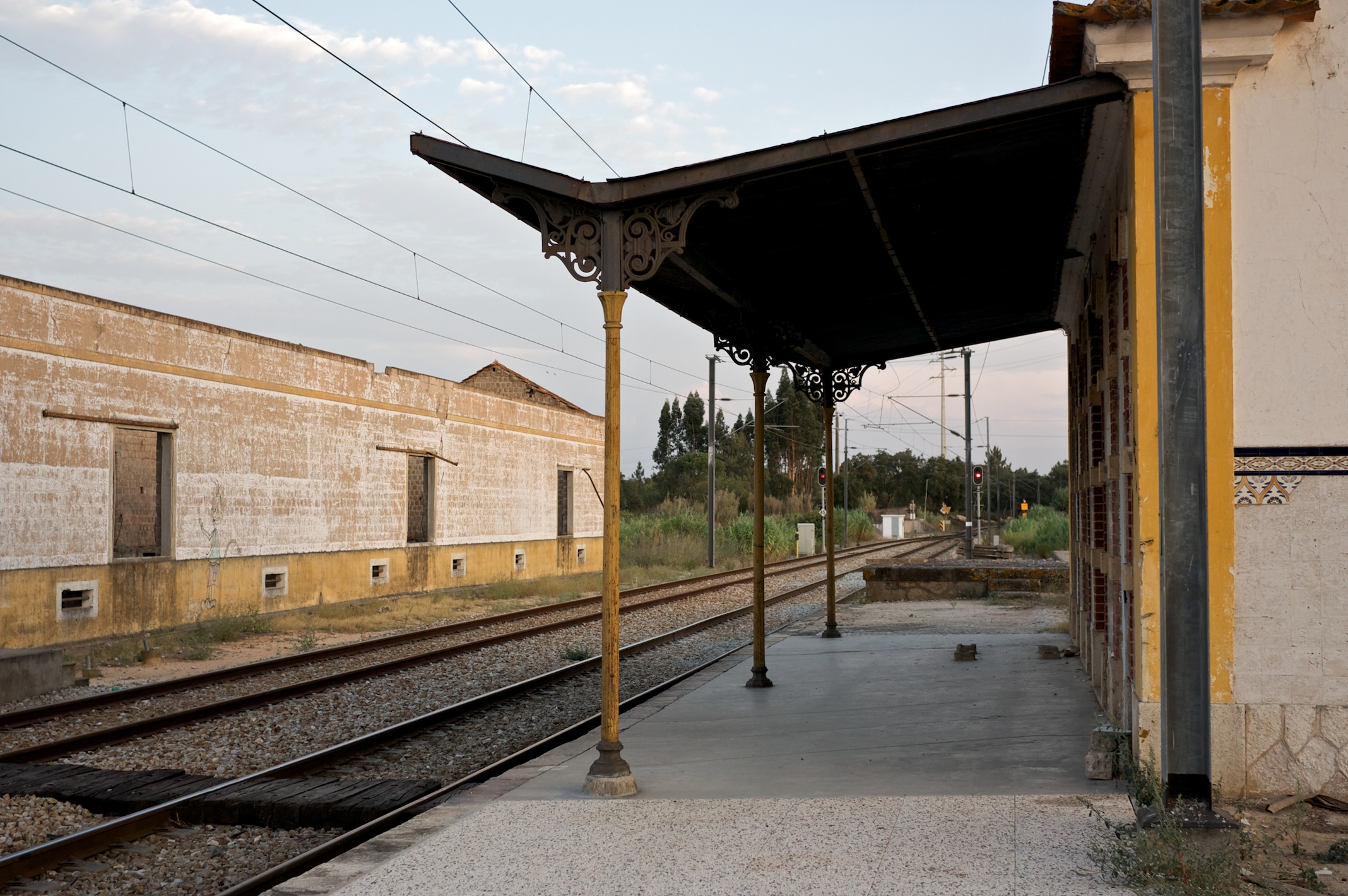
Aspeto da gare, em 2009.

Em 25 de Abril de 1928, a Companhia dos Caminhos de Ferro Portugueses iniciou dois comboios nocturnos de mercadorias ao longo da Linha de Vendas Novas, que também faziam serviços de passageiros de terceira classe, e que paravam nesta interface, então já com o nome "Agolada" e a categoria de apeadeiro.
Em 1934, a gare de Agolada foi alvo de grandes obras de reparação, por parte da Companhia dos Caminhos de Ferro Portugueses.
Nos horários de 1984 esta interface surge ainda com a categoria de apeadeiro, mas já como estação no mapa de 1985.

Em Janeiro de 2011, apresentava duas vias de circulação, ambas com 501 m de comprimento, e duas plataformas, que tinham 54 e 40 m de extensão, e 35 e 30 cm de altura — valores mais tarde alterados para os atuais.